# Танайка
Тана́йка (рос. Танайка, башк. Тәнәй) — присілок у складі Благовіщенського району Башкортостану, Росія. Входить до складу Бедеєво-Полянської сільської ради.
Населення — 60 осіб (2010; 70 в 2002).
Національний склад:
- росіяни — 93 %